# J. D. Vance
James David "J. D." Vance (nascut James Donald Bowman el 2 d'agost de 1984) és un escriptor, inversor de capital risc i polític estatunidenc. És senador per Ohio des del 2023. Membre del Partit Republicà, és  vicepresident electe.
Nascut a Middletown, Ohio, Vance va servir al Cos de Marines i va assistir a la Universitat Estatal d'Ohio, on es va graduar el 2009. Es va graduar a la Yale Law School el 2013.
Es va donar a conèixer com a escriptor el 2016 amb el seu llibre de memòries Hillbilly Elegy, que es va convertir en un best-seller del New York Times i més tard se'n va fer una pel·lícula. Va atreure una atenció important de la premsa durant les eleccions presidencials dels Estats Units de 2016. Vance va derrotar el candidat demòcrata Tim Ryan a les eleccions al Senat dels Estats Units del 2022 a Ohio. Inicialment contrari a la seva candidatura a les eleccions del 2016, s'ha convertit en un ferm partidari de Donald Trump.
El seu llibre Hillbilly Elegy, traduït al català com Una familia americana, tracta sobre els valors de la cultura dels Apalatxes i la seva relació amb els problemes socials de la seva ciutat natal. El llibre va ser a la llista de llibres més venuts del diari The New York Times els anys 2016 i 2017. Va ser finalista del Premi Dayton Literary Peace l'any 2017.
Va atreure l'atenció de diferents mitjans nacionals durant les eleccions a la presidència dels Estats Units de l'any 2016, com a finestra a la classe obrera blanca. Vance va atreure crítiques d'alguns habitants de Kentucky, que van dir que "no era un hillbilly", mentre que altres li van donar suport.
El 15 de juliol de 2024 va ser triat per Donald Trump com a candidat a vicepresident a les eleccions presidencials dels Estats Units de 2024 a la convenció republicana de Milwaukee, que van guanyar amb contundència.

## Obra
- Vance, J. D.. Harper Press. Hillbilly Elegy: A Memoir of a Family and Culture in Crisis. ISBN 9780062300546..

Versió catalana: Una familia americana. Traducció: Albert Torrescasana.  Ara llibres, maig 2018. ISBN 9788416915552..